# Ełk
Ełk là một thị trấn thuộc huyện Ełcki, tỉnh Warmińsko-Mazurskie ở đông-bắc Ba Lan. Thị trấn có diện tích 21 km². Đến ngày 1 tháng 1 năm 2011, dân số của thị trấn là 57897 người và mật độ 2750 người/km².